# North state
North State är ett filtercigarrettmärke som kommer från Finland men såldes 1931 till British-American Tobacco Group, som nuförtiden marknadsför och säljer denna tobaksprodukt.
Märket är i vissa länder förbjudet att sälja på grund av för hög nikotinhalt (0.8 mg), och därmed klassas som lätt drog. Skämtsamt brukar North State kallas "Chaufförstobak".
Nikotinstyrka: 0.8 mg, Tjära: 10 mg, 
Kolmonoxid: 8 mg.